# Marcomani

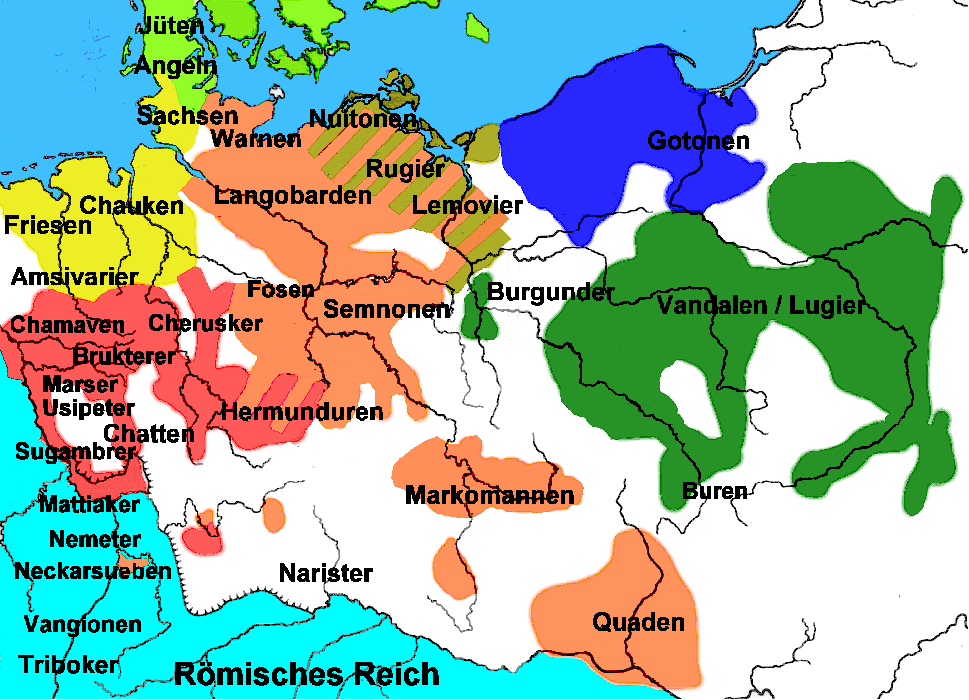
Răspândirea marcomanilor între celelalte triburile germanice și Imperiul Roman în secolul I d.Hr.

Marcomanii (lat. Marcoman(n)i, în germană însemnând „locuitorii de la frontiere”) au fost un trib antic germanic înrudit cu suebii și longobarzii. Aceștia au fost menționați de către Cezar ca parte a armatei lui Ariovist și poate chiar prima invazie din timpul lui Gaius Marius. Au trăit între Rin, Main și Dunărea superioară (suprafață ocupată anterior de helveți) până la sfârșitul secolului I î.Hr.

## Istoria

### Origini
Oamenii de știință consideră că numele lor derivă, eventual, de la formele proto-germanice de marcă (frontieră, graniță) și bărbați.
În a doua jumătate a primului mileniu î.Hr., marcomanii se aflau pe teritoriul Saxoniei și Turingiei de astăzi. Marcomanii s-au stabilit în valea râului Main în jurul anului 100 î.Hr. În 58 î.Hr. marcomanii au făcut parte probabil din alianța de triburi condusă de Ariovist și au participat la campania acestuia din Galia.
În anul 8 î.Hr., după invazia romană a nordului Germaniei, sub conducerea lui Nero Claudius Drusus și înfrângerea lor, marcomanii s-au strămutat în Boemia, unde au aderat la coaliția tribală condusă de Marobodus. În același timp, marcomanii i-au alungat de pe acest teritoriu pe boi, de la care provine numele provinciei Boemia (Boiohemum). Marobodus, descendent al unui neam nobil și care în tinerețe fusese instruit la curtea împăratului Octavian, a organizat armata după modelul roman. În anul 17, armata lui Marobod a fost distrusă de Arminius, iar marcomanii au fost nevoiți să se retragă spre Dunăre. Marobod a fost detronat de nobilime în anul 18 d.Hr. și s-a refugiat la Ravenna, unde a murit în anul 37 d.Hr.

### Războaiele marcomanice
În secolul al II-lea, marcomanii au intrat într-o confederație cu alte popoare, inclusiv quazi, vandali și sarmați împotriva Imperiului Roman. Acest lucru a fost, probabil, determinat de mișcările de triburi mai mari, cum ar fi goții. Conform istoricului Eutropius, forțele împăratului Marcus Aurelius a luptat împotriva Confederației marcomanice timp de trei ani la fortăreața Carnuntum în Pannonia. Eutropius a comparat războiul și succesul lui Marcus Aurelius împotriva marcomanilor și aliațiilor acestora cu războaiele punice. Comparația a fost aptă, acest război a marcat de un punct de cotitură și înfrângeri romane semnificative, provocând moartea a doi comandanți ai Gărzii pretoriene.
Războiul a început în 166, când marcomanii au copleșit apărarea dintre Vindobona și Carnuntum, au străpuns granița provinciilor Pannonia și Noricum, pustiind Flavia Solva și au putut fi opriți doar puțin timp înainte de a ajunge la Aquileia la Marea Adriatică. Războiul a durat până la moartea lui Marcus Aurelius, survenită în 180. S-a dovedi a fi doar un succes limitat pentru Roma, fluviul Dunărea a rămas ca frontiera a Imperiului până la căderea finală a Occidentului.

### Sfârșitul
Creștinarea marcomanilor a avut loc sub regina lor Fritigil la mijlocul secolului al IV-lea, care a corespondat cu Ambrozie de Milan. Există un alfabetul runic numit rune marcomanice, dar nu sunt considerate a fi legate de marcomani.
După trecerea Pirineilor în 409, un grup de marcomanice, quazi și buri s-au stabilit în provincia romană Gallaecia (Galicia modernă și nordul Portugaliei), fiind considerați foederati și fondând Regatul sueb al Galiciei.

## Regi ai marcomanilor
- Marobod cca. 9 î.Hr. - 37 d.Hr.
- Ballomar cca. 166 d.Hr. - 172 sau 178 d.Hr.

## Legături externe
- Caesar De Bello Gallico la The Latin Library
- Tacitus Germania la The Latin Library
- Tacitus Annales la The Latin Library